# José Monteagudo
José B. Monteagudo Fernández (Santa Clara (Cuba), 15 de noviembre de 1923-La Habana, 17 de julio de 2009) fue un alto oficial de la Marina de Guerra de Cuba.

## Biografía
Estudió en la Academia Naval del Mariel del 1994 al 1948, donde se graduó con el grado de Alférez de Fragata. . Ascendido a Alférez de Navío ocupó hasta el 1957 la plaza de profesor de Máquinas Navales en dicha Academia.
El 5 de septiembre de 1957 participó en el llamado "Levantamiento de Cienfuegos" contra el régimen de Fulgencio Batista. 
El plan del Levantamiento era el siguiente: la fragata y los guardacostas que se encontraban en el puerto de La Habana, saldrían de la bahía para cañonear el Palacio Presidencial (hoy Museo de la Revolución) y el edificio del Estado Mayor de la Marina de Guerra, exigir la renuncia de Batista y la libertad de los presos políticos, bajo amenaza de bombardear el Campamento Militar de Columbia, centro del Ejército. 
En ese punto, la aviación desempeñaría su papel en los planes. Junto con esas unidades se iba a sublevar la Academia Naval del Mariel y, 
desde la Academia se dominaba la base de la aviación naval. Además sería ocupado por los doctores Vidal Yebra y Cuervo el Hospital Naval. Paralelamente a la insobordinación en La Habana se sublevaría el pueblo de Cienfuegos tomando la Policía Nacional, la Policía Marítima (lo cual lograron) y el Cuartel de la Guardia Rural (fallaron en ese intento). José Monteagudo tenía la misión de dirigir la sublevación en la Academia para lo cual se personó bajo el pretexto de disgustos familiares la noche anterior, ocupando la oficina del Oficial de Guardia el día 5. El levantamiento fracasó por discrepancias entre los comunistas y el movimiento M-26-7 (Movimiento 26 de Julio) por lo que no salieron ni la fragata ni los guardacostas. Ese mismo día Monteagudo fue hecho prisionero. Días más tarde fue condenado a seis años de prisión por delito de alta traición junto a otros oficiales de la Marina y de la Aviación, en el "Presidio Modelo" de Isla de Pinos . 
Después del triunfo de la Revolución Cubana bajo Fidel Castro fue nombrado Capitán de Corbeta (Comandante, grado más alto en aquel entonces en las Fuerzas Armadas - FAR) y Jefe del Arsenal de Casablanca. En esa posición tuvo bajo su mando hasta 1965 el desembarco de los envíos de armas que llegaban a Cuba para al joven gobierno, primero de Checoslovaquia y Bélgica, a partir del 1962 de la URSS, la puesta en servicio de las nuevas lanchas torpederas y lanchas rápidas, así como el desembarco y transporte de las cajas con la nueva moneda en agosto de 1961, destinadas para el cambio de la moneda secreto planeado por Fidel Castro .
En 1965 se le nombró Jefe de Ingenierías Navales, cargo que desempeñó hasta el 1968.
En 1968 fue licenciado junto a todos los oficiales de Academia de la Marina de Guerra, por orden directa de Raúl Castro bajo el pretexto de que el Levantamiento de Cienfuegos se malogró por la indecisión de la Marina.
José Monteagudo vivió hasta su muerte el 18 de julio de 2009 en Ciudad de La Habana y fue portador de altas órdenes estatales como la Medalla 50 Aniversario del Granma y la Medalla 50 Aniversario de las Fuerzas Armadas Revolucionarias".
- Datos: Q924496